# Douglas A-1 Skyraider
O Douglas A-1 Skyraider foi uma aeronave de ataque norte-americana que esteve de serviço dos anos 50 até ao final dos anos 80. O Skyraider cumpriu uma longa e próspera carreira, obtendo muito do respeito pelo facto de ser uma aeronave com motor a pistão numa era dominada pelos aviões a jato.
Foi operada pela Marinha dos Estados Unidos, Marines, Força Aérea dos Estados Unidos e, pelo mundo fora, prestou serviço na Marinha Real Britânica, na Força Aérea Francesa, na Força Aérea da República do Vietname, entre outros. Nos EUA, após 30 anos de serviço, começou a ser substituído pelo A-7 Corsair II.
Ainda nem se havia terminado a segunda guerra mundial e a US Navy já procurava um substituto para os seus Curtiss SB2C Helldivers, que nem eram tão apreciados pelos seus aviadores, mas que foi com aviões desse género que terminaram a guerra em 1945. A marinha queria uma aeronave torpedeira, com bom raio de ação e grande capacidade de carga. O protótipo SB2D voo pela primeira vez em 8 de abril de 1943, mas não impressionou ninguém, principalmente o seu futuro usuário, a marinha, mas depois de muito trabalho da equipe de engenheiros aeronáuticos que o projectaram, o agora "novo" BTD1 obteve os bons resultados esperados pela Douglas.